# Seznam památných stromů v Česku

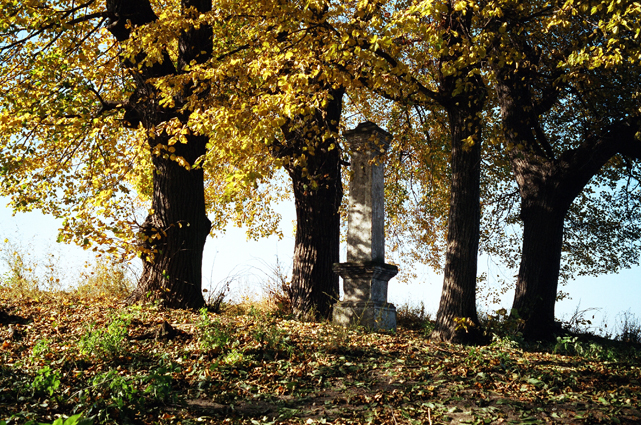
Památné lípy v Přerově nad Labem

Abecední seznam památných stromů České republiky obsahuje památné stromy (vyhlášené podle zákona o ochraně přírody z roku 1992 i památné v historickém smyslu) a významné stromy. Seznam obsahuje jen malou část z celkového počtu památných stromů, a to převážně ty, o kterých již na Wikipedii existuje článek. Kompletní seznamy památných stromů řazené podle okresů najdete v samostatné kategorii.
Nejvyšší, nejmohutnější a nejstarší stromy v České republice jsou uvedeny v článku Nejvýznamnější památné stromy České republiky. V příslušných kategoriích lze nalézt existující články o památných stromech: podle druhů, v Česku podle okresů, památné stromy osobností a památné stromy husitské.

## A
| - Akát pod Vačinou - Alej ke sv. Anně - Alej Mostov - Alej Sedmihorky - Alej u minerálního pramene | - Alej u náhonu - Alej vzdechů - Alfrédovská alej - Alvínina lípa - Andělské lípy - Americká lípa |

## B

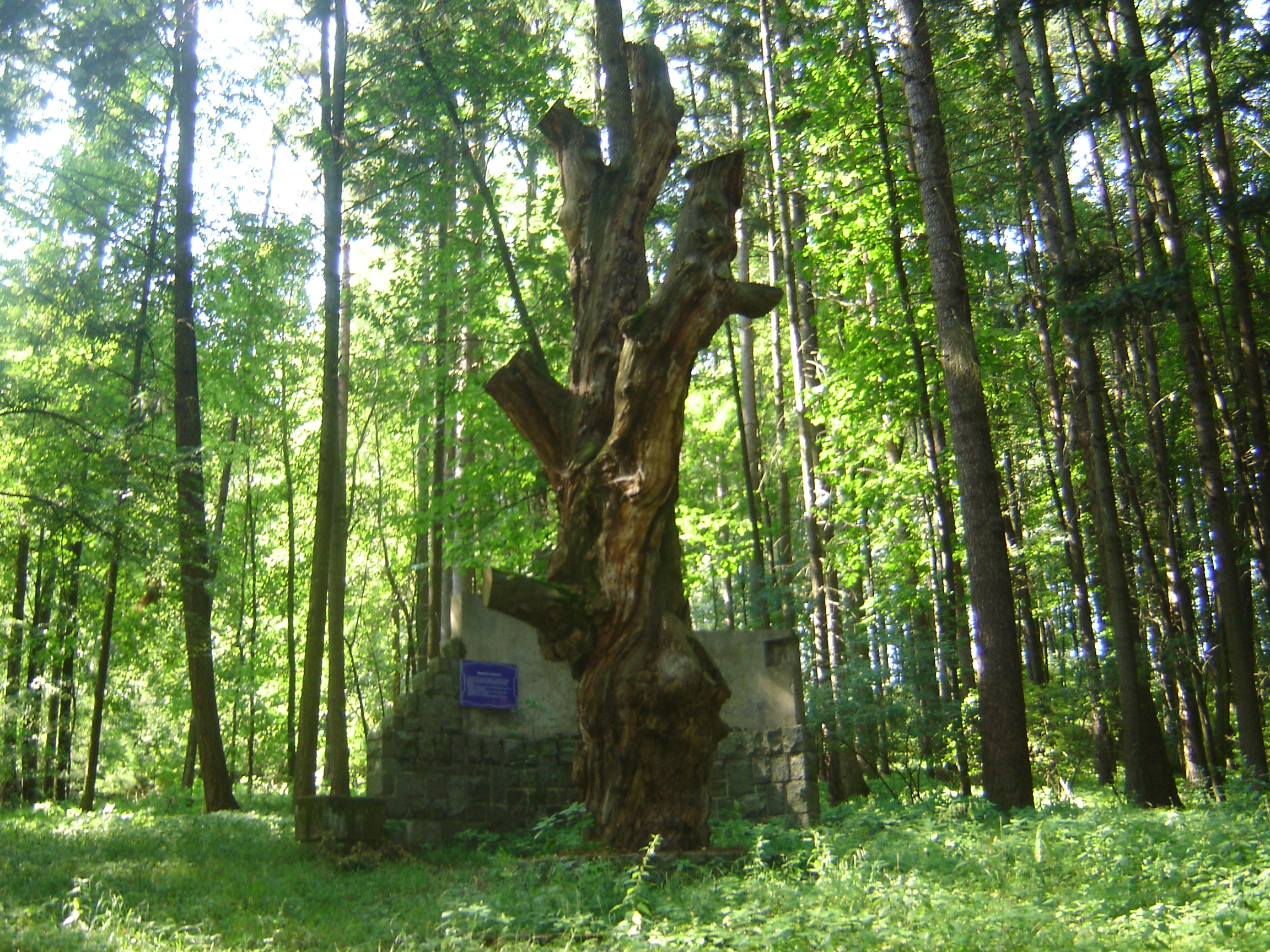
Bratrská borovice

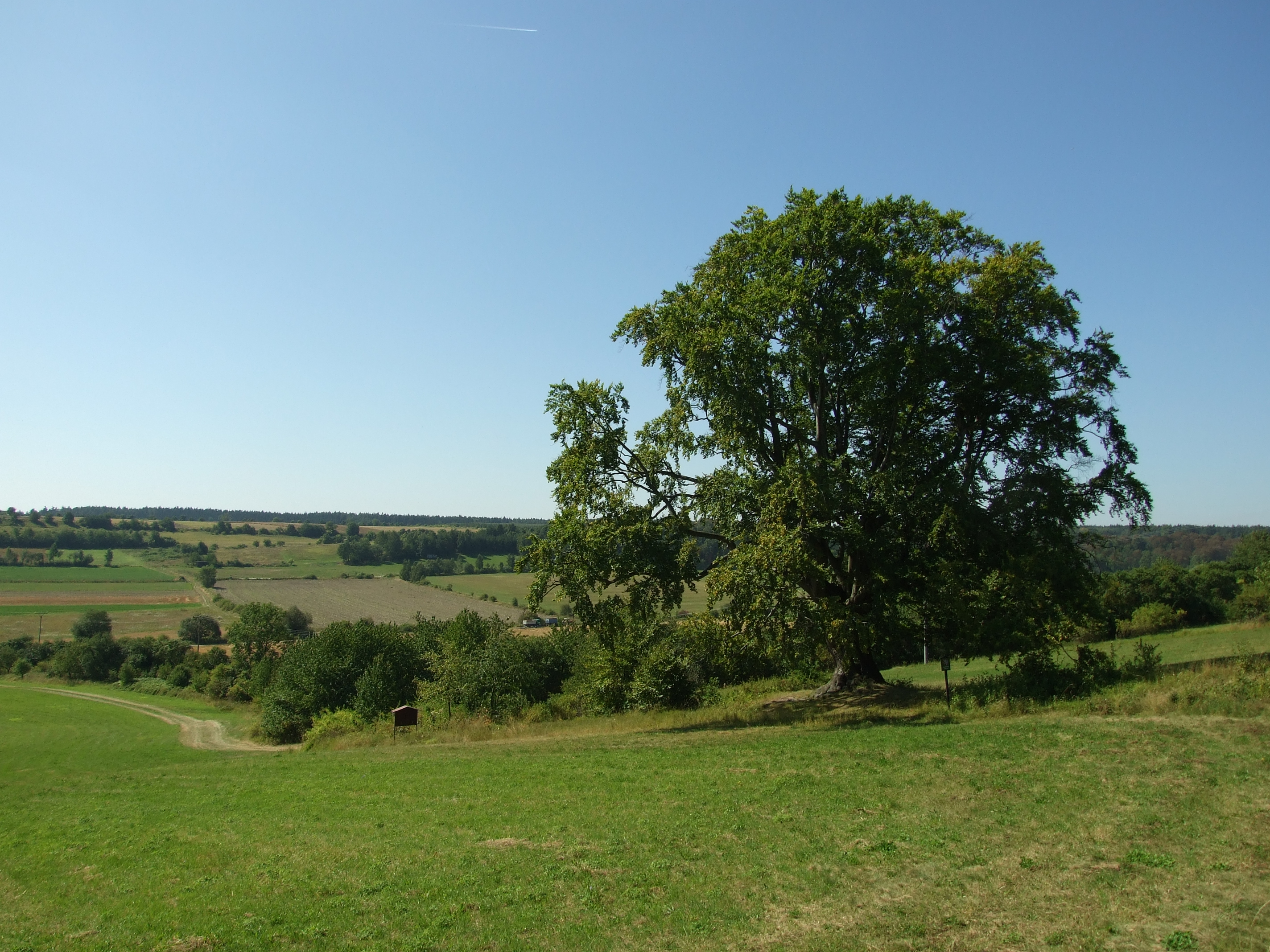
Buk v Mšeckých Žehrovicích

| - Babyka u Vinařic - Bambasův dub - Bažantovská lípa - Bezručova alej - Běleňská lípa - Bílkovský dub - Bílkovský javor - Boněnovská lípa - Borovice Erbenka - Borovice u Hartenberku - Borovice u Nechanic - Borovice u Pecky - Borovice u Staré Paky - Borovice u Svatavy - Borovice u Svídnice - Borovice v Kamenném Újezdě - Borovice ve Velkých Opatovicích - Borská alej - Borský kaštan - Boseňská lípa - Bouchalovy lípy - Bratronická lípa | - Bratrská borovice - Bratrská lípa v Kunvaldu - Brčálnická lípa - Brčálnický buk - Brčálnický jasan - Broumovské smrky v Hamerském údolí - Broumovský jasan - Broumovský smrk - Břečťany v Lokti - Buk Černých myslivců - Buk na Čihadle - Buk hraběte Kinského - Buk na Suchém Kameni - Buk nad fořtovnou - Buk Ondrášův - Buk pod penzionem - Buk u Kavalírů - Buk u rybníka Velká Holná - Buk v Mšeckých Žehrovicích - Buk v Oselcích - Buková alej v ulici Pod Lesem - Buky nad Bečovem - Buky u černé kapličky - Buky u Sedlečka - Buky v Kopanině - Bzenecká lípa |

## C

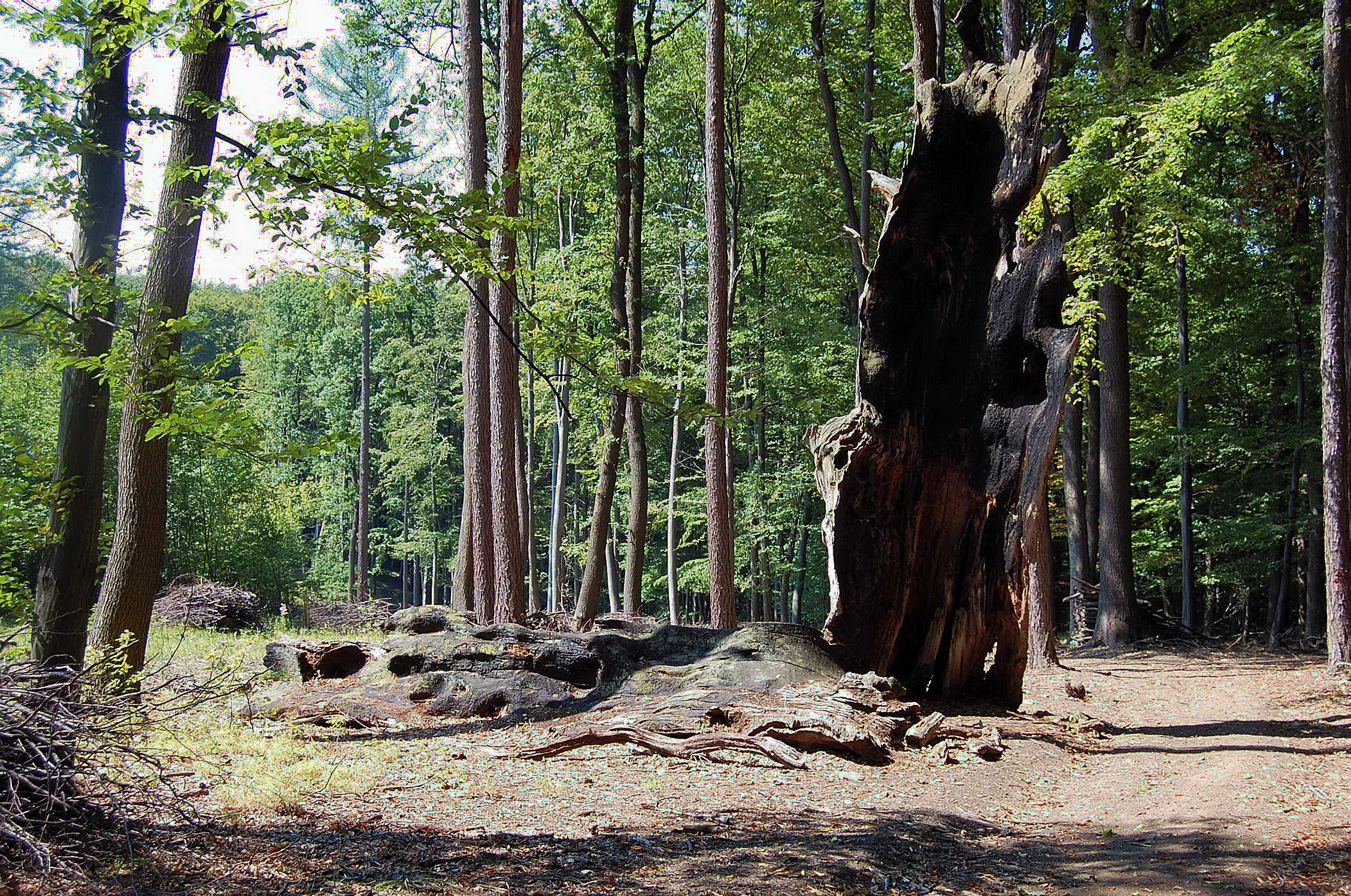
Ctiborův dub (2009)

| - Cedr Na Balkáně - Cisterciácká lípa | - Ctiborův dub |

## Č
| - Čepičkovo dub na Pile - Černínova douglaska - Čertův dub (Hrádeček) | - Čertův dub (Sruby) - Červenkův topol |

## D

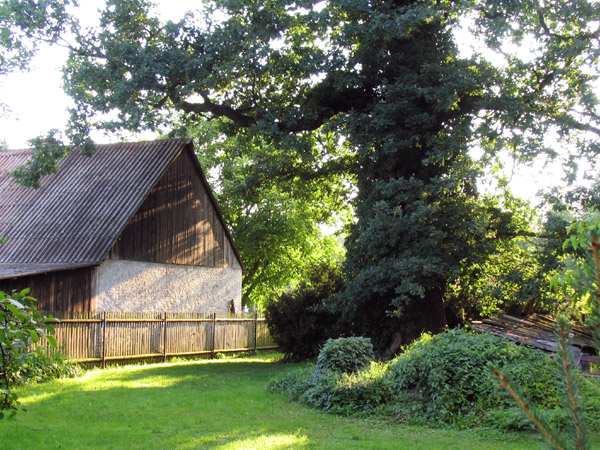
Dub s břečťanem v Kařízku

| - Damický kaštanovník - Dobřenická lípa - Dohodový dub - Dolní popovská lípa - Douglaska v Újezdci - Dub Jakuba Krčína - Dub Karla Havlíčka Borovského - Dub královny Johanky - Dub na Beraníku - Dub na Bílé hoře - Dub na Novině - Dub na rozcestí - Dub na Svaté hoře - Dub Na Vráži - Dub na Zadních Lužích - Dub nad Spáleným rybníkem - Dub Petra Bezruče - Dub s břečťanem v Kařízku - Dub svatého Václava - Dub sedmi bratří - Dub u Borohrádku - Dub u Burýšků - Dub u hráze - Dub u Dobřenic - Dub u gymnázia - Dub u Houšků - Dub u Kráčny | - Dub u Malonic - Dub u Mokrosuk - Dub u Mostu - Dub u Senětické hájenky - Dub u Vonoklas - Dub u zámeckého statku - Dub u Zeměch - Dub v bažantnici (Petrohrad) - Dub v Jetřichovicích - Dub v Klatovech - Dub v Loučné - Dub v Lučici - Dub v Malé Šitboři - Dub v Popovicích - Dub v třešnové rovci - Dub v Zahrádce - Dub v Žehušické oboře - Dub v Želenicích - Dub v Želivi - Dub ve Starém Sedle - Dub ve Vintířově - Dub Václava Vojtěcha - Dubová alej pod Broumovem - Duby nad Pozorkou - Duby u oborské hájovny - Dub u Postřižína - Duby u Starého Vdovce - Duby u Velkého rybníka - Duby v Přáslavicích - Dvojitý smrk u Šindelové - Dvořákův platan - Džbánský buk |

## E
| - Eliščina lípa | - Erbenka |

## F
| - Farská lípa - Františkánská lípa | - Fremuthova jedle |

## G
| - Goethův dub | - Grafenriedské lípy |

## H

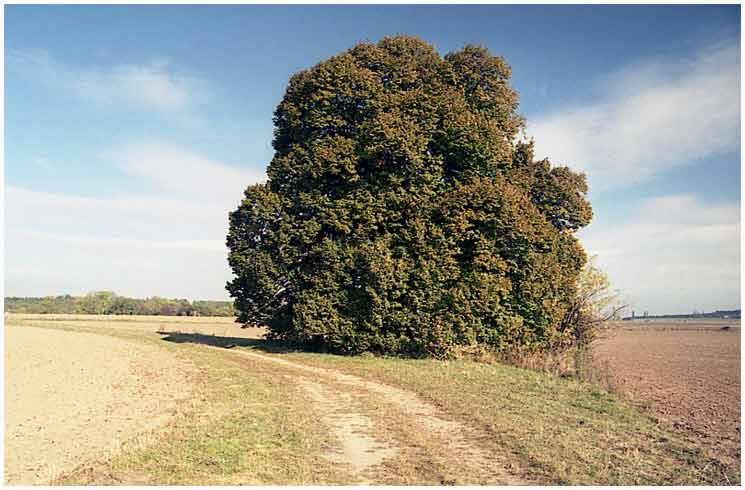
Husova lípa u Horních Dohalic

| - Hadí královna - Hamerský buk - Hamerský dub - Hatínský buk - Hatínský klen - Hatínská lípa - Havlíčkův dub (Proseč-Obořiště) - Havraní dub u Karlštejna - Hejkal (památný strom) - Holubova lípa - Horákovský buk - Horákův buk - Horní popovská lípa - Hraniční buk (Cínovec) - Hraniční buk (Libná) | - Hraniční buk (Suchý Kámen) - Hroznatova lípa - Hruška v poli - Hřebenské lípy - Husitská lípa (Ostaš) - Husitský dub - Husova lípa - Husova lípa (Horní Dohnalice) - Husova lípa (Chlístov) - Husova lípa (Kopřivnice) - Husova lípa (Sudslavice) - Husova lípa (Úklid) - Husova lípa (Vlásenice) - Husovy lípy v Chlumu - Husův dub (Osek) |

## Ch
| - Chadtův smrk - Chloumecká lípa - Chocenice - Chocenický drnák | - Chodovoplánský dub - Chodovská lípa u Hamerského potoka - Chudenická lípa |

## J

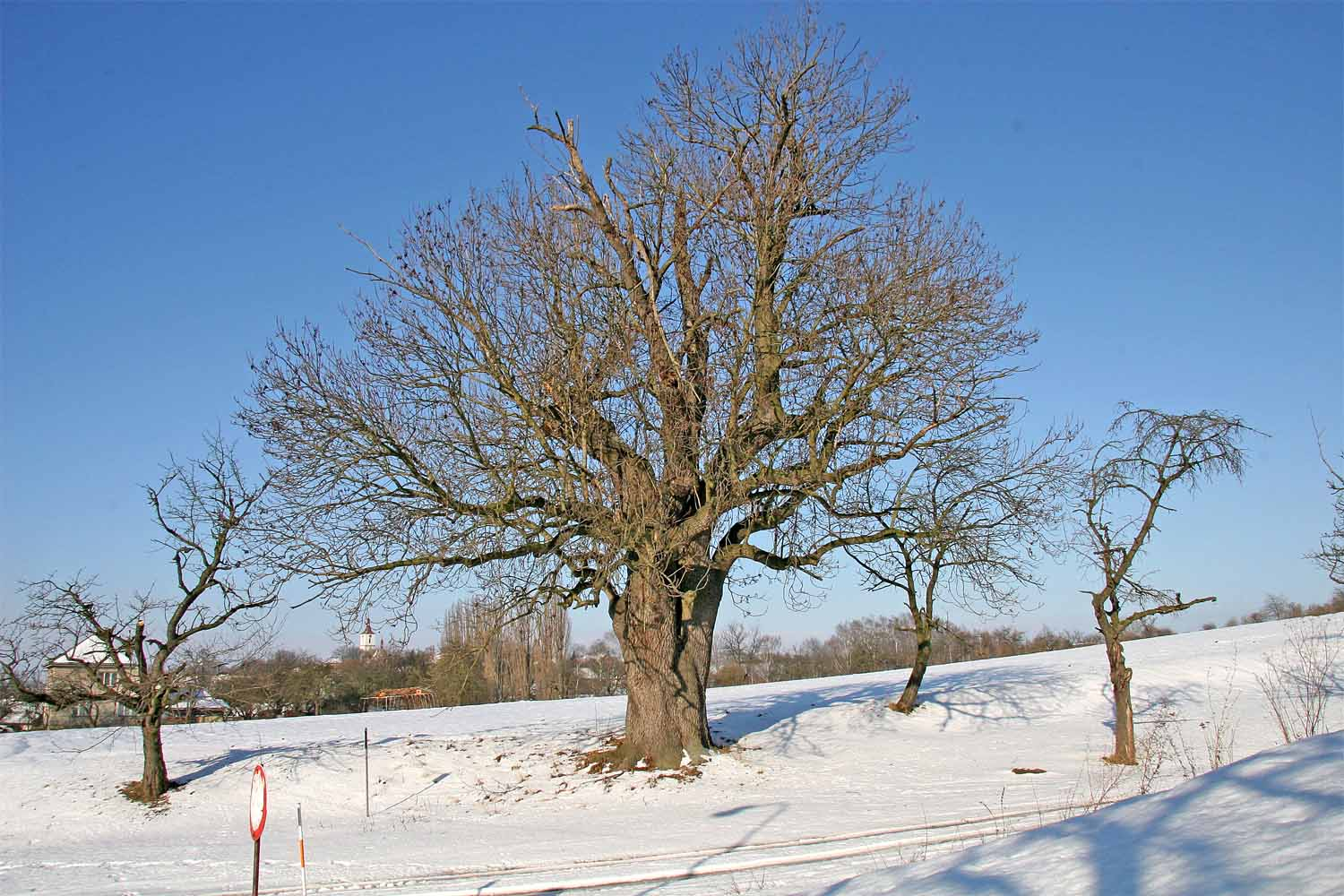
Jasan ztepilý ve Starém Bydžově

| - Jadružský jasan - Jadružský smrk - Janovská lípa - Jasan u kostela sv. Petra v Dubči - Jasan u Starého Bydžova - Jasan u Turyňského rybníka - Jasan v bývalých Milířích - Jasan v Motyčíně - Jasan v Třebusicích - Jasany na Brčálníku - Jasany v Hostouni - Javor Marie Terezie - Javor pod zámkem - Javor pod Zelenou Horou - Javor u klatovské pošty - Javor u Vdovského domu - Javor v plynárnách - Javor ve Chříči - Javory v Kyšicích | - Jehlíkova lípa - Jemčinská lípa - Jemčinská alej - Jemčinský dub - Jenínská lípa - Jeřáb u Kosího potoka - Jezerní jedle - Jilm pod Starou Ovčárnou - Jilm vaz v Újezdě - Jilm ve Vlkovicích - Jiráskova lípa - Jírovcová alej u Olešné - Jírovec na náměstí v Lysé nad Labem - Jírovec u Kleinova statku - Jírovec u rybníka - Jírovec v Přáslavicích - Jiřická lípa - Jíva v Horní Oboře |

## K

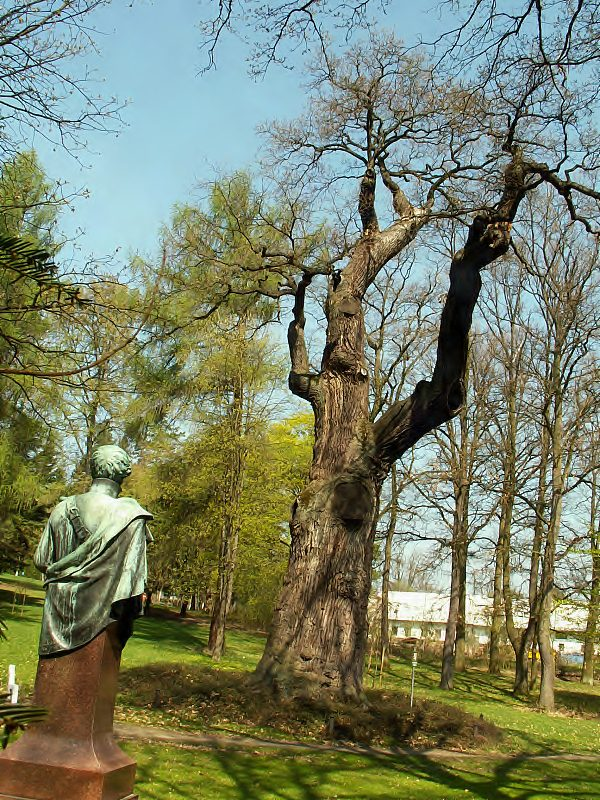
Körnerův dub (Dalovice)

| - Kaasův buk - Kacerenský dub - Kamenická lípa - Kamenohorský buk - Kapistránská lípa - Kaplířova lípa - Kapucínka - Karlova lípa - Kasejovický akát - Kaštan v Markvarci - Kaufmannův buk - Keslova lípa ve Střížovicích - Kilometrovka - Klabavský dub - Klášterecký klen - Klášterní lípa (Zlatá Koruna) - Klen Marie Terezie - Klen u Mýtského mlýna - Klen v Horní Oboře - Klen v Mezihorské - Kleny v Kostelní Bříze - Klokočovská lípa - Knížecí alej v Tachově | - Kongresovka - Kopřivnické buky - Korandův smrk - Körnerův dub (Dalovice) - Körnerův dub (Plzeň) - Körnerův dub - Kostelická lípa - Kotelská lípa - Koterovská lípa - Král smrků (Mariánské Lázně) - Král smrků (Boubín) - Král Šumavy - Krčínův dub - Křížový smrk - Královská lípa (Druhanice) - Královská lípa (Klokočov) - Krausův dub - Kyjovská lípa |

## L

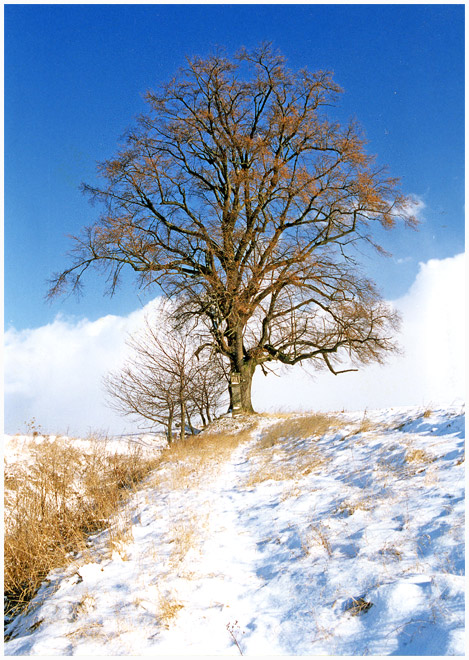
Libáňská lípa

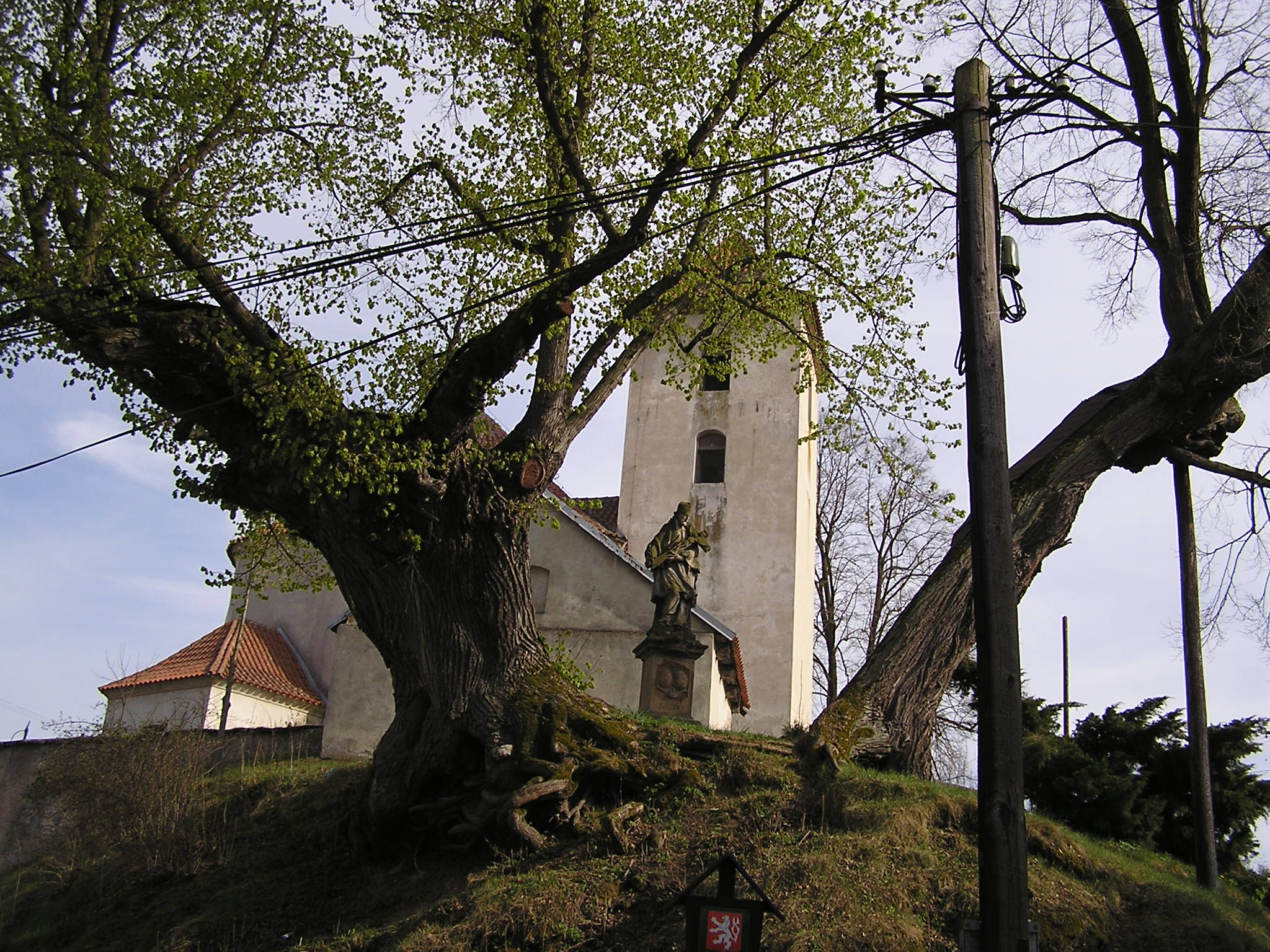
Lípy v Libouni

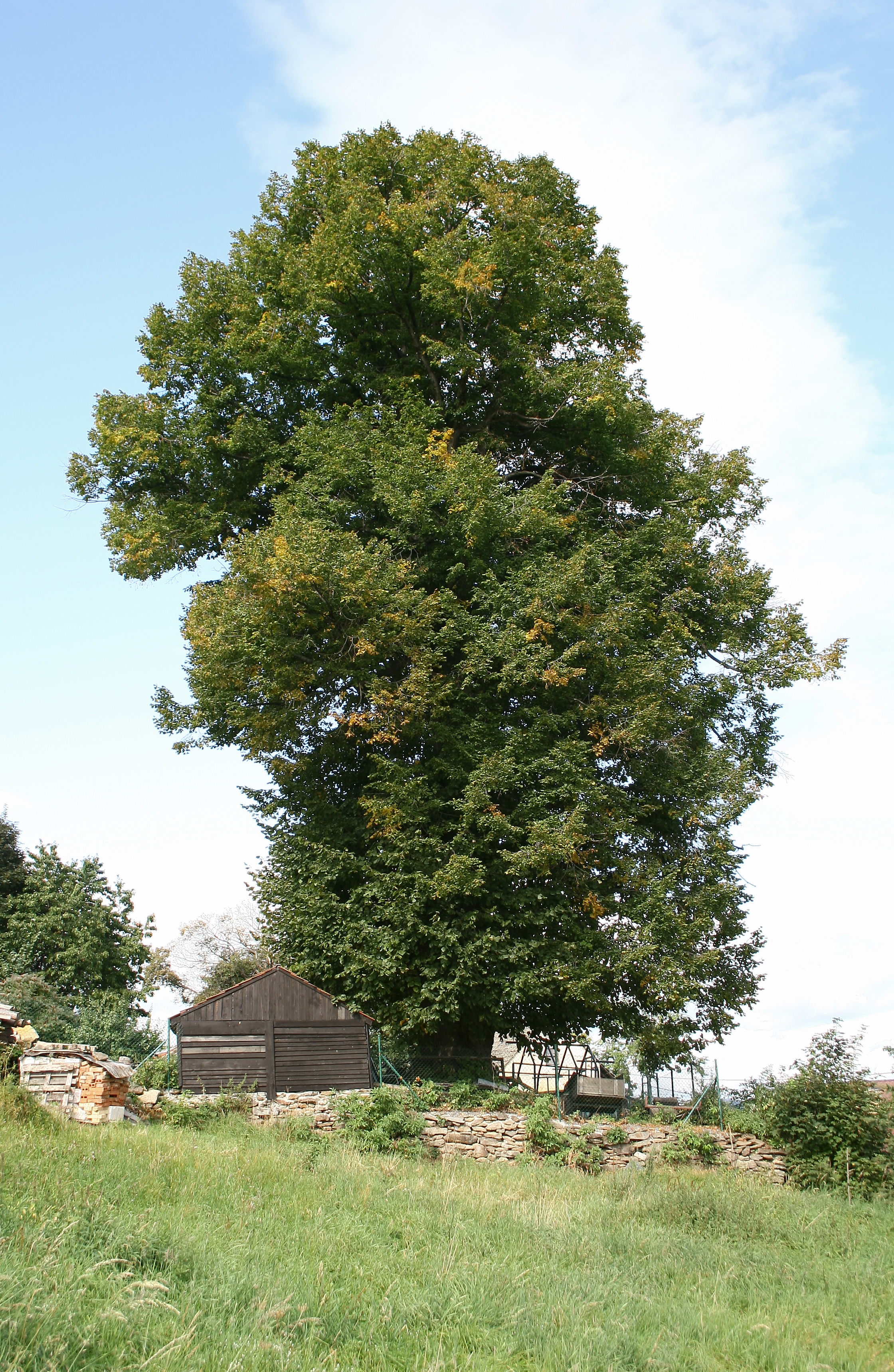
Lípa v Albrechticích

| - Laiblova lípa - Lánská lípa - Lázeňský dub (Sedmihorky) - Lesenská lípa - Lešišovská lípa - Letinská lípa - Lhotecká lípa - Libáňská lípa - Libenovský dub - Libosad - Libotenická borovice - Lidická hrušeň - Lípa Jana Gurreho - Lípa Jana Jiskry z Brandýsa - Lípa Jana Želivského - Lípa Jindřicha Kolowrata - Lípa Kapucínka - Lípa Karoliny Světlé - Lípa královny Elišky - Lípa malolistá, Chyše - Lípa malolistá v Želenicích - Lípa na Babí - Lípa Na Farském - Lípa na Lomečku - Lípa na návsi ve Vrčeni - Lípa na Paseckém vrchu - Lípa na Purku - Lípa Na Vráži - Lípa nad Lešišovem - Lípa Naděje - Lípa pod čističkou - Lípa pod Ticholovcem - Lípa Přátelství - Lípa Svatopluka Čecha (Liteň) - Lípa u Boučků - Lípa u Gigantu - Lípa u Horova mlýna - Lípa u hřbitova (Poběžovice) - Lípa u hřbitova (Římov) - Lípa u Jáníčka - Lípa u Kaceřovského mlýna - Lípa u kaple v Úterý - Lípa u Karlova mostu - Lípa u Kopeckých - Lípa u kostela (Kostelní Bříza) - Lípa u Krysálů - Lípa u Machova mlýna - Lípa u Moravců - Lípa u Mrtole - Lípa u Novotného lávky - Lípa u Palackých - Lípa u Petrova mlýna - Lípa u Pístovského památníku - Lípa u pomníčku v Hruškové - Lípa u Rosů - Lípa u rybníka (Římov) - Lípa u Sarkandera - Lípa u Svaté Anny - Lípa u Svaté Anny (Pohled) - Lípa u Šumavských Hoštic - Lípa u Vítova - Lípa u zámeckého pivovaru - Lípa u Zelených - Lípa v Albrechticích - Lípa v Arnoltově - Lípa v Bosni | - Lípa v Bzenci - Lípa v Cikánském údolí - Lípa v Čížkově - Lípa v Dolanech - Lípa v Drahoňově Újezdě - Lípa v Dýšině - Lípa v Kamenici nad Lipou - Lípa v Knapovci - Lípa v Koberovech - Lípa v Kostelní Bříze - Lípa v Kovosvitu - Lípa v Křemenité - Lípa v Kuklíku - Lípa v Kyšicích - Lípa v Lánech - Lípa v Lesné na návsi - Lípa v Lesné u pana Hrčína - Lípa v Lipce - Lípa v Lotouši - Lípa v Loučkách - Lípa v Mašově - Lípa v Mladicích - Lípa v Neustupově - Lípa v osadě Cikánka - Lípa v Řetové - Lípa v zámeckém parku Chyše - Lípa velkolistá v Želenicích - Lípa ve Lhotce u Návarova - Lípa ve Pticích - Lípa ve Staré Huti - Lípa ve Staré Pasečnici - Lípa ve Velkých Opatovicích - Lípa ve Výškovicích - Lípa za kynžvartským kostelem - Lípy a jilm u Mlýnského rybníka - Lípy na samotě U Silnice - Lípy Na Vrších u Přerova nad Labem - Lípy na Vyhlídce - Lípy u kapličky sv. Mikuláše - Lípy u kapličky ve Mžanech - Lípy u kašny na návsi - Lípy u kostela v Zelené Lhotě - Lípy u křížku - Lípy u Lomského mlýna - Lípy u Mže - Lípy u Pohledu - Lípy u Tabákového mlýna - Lípy u Vondrů - Lípy v Číhané - Lípy v Dobřenicích - Lípy v Libošovicích - Lípy v Libouni - Lípy v Malé Lhotě - Lípy v Římově - Lípy ve Zlaté Koruně - Litenčický jasan - Lochovický topol - Lomanské duby - Lomnický dub - Loučimské lípy - Lukasova lípa - Lubská lípa - Luženická lípa |

## M

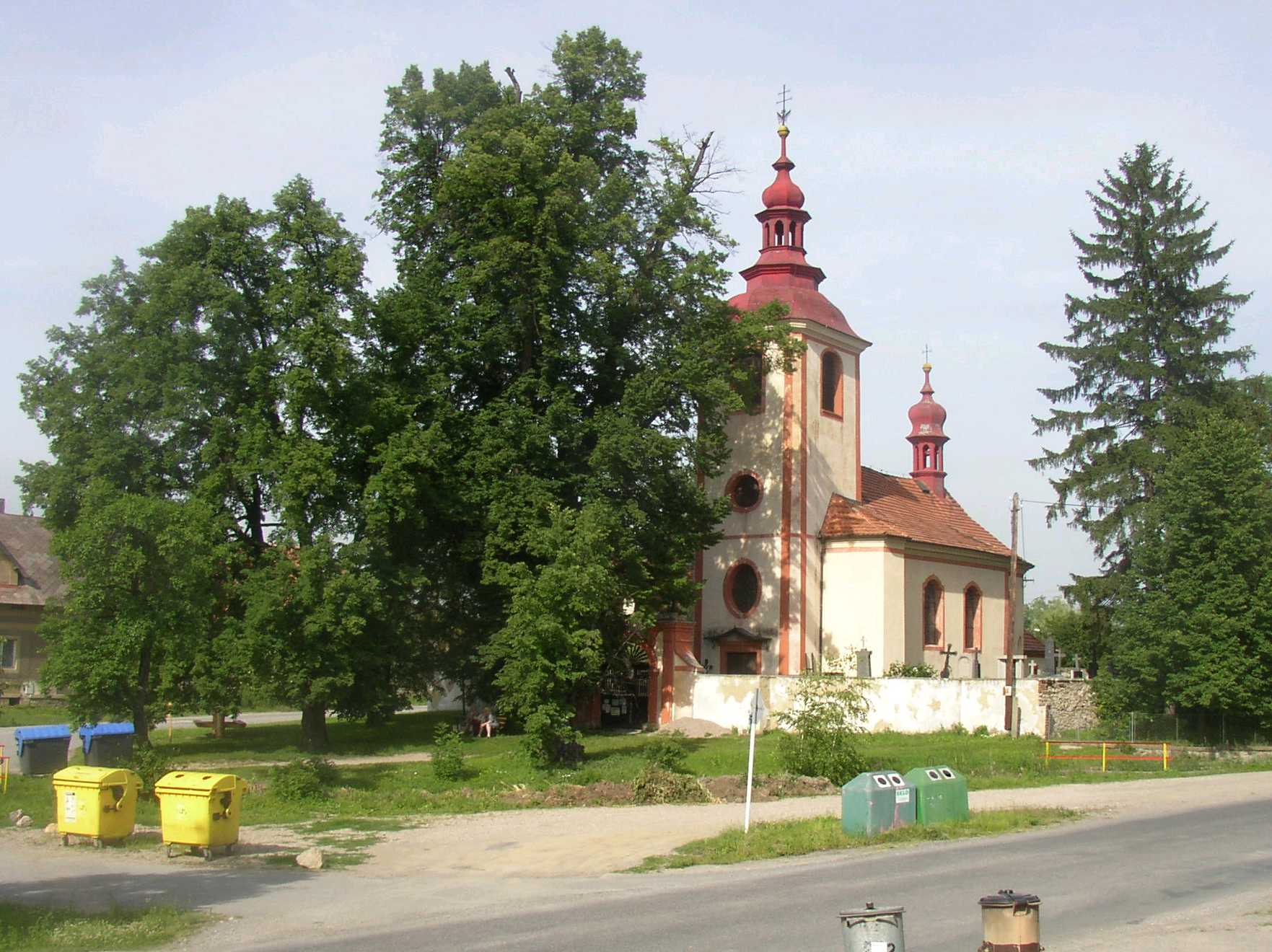
Mořinské lípy

| - Malinecká lípa - Malonická lípa - Malovarský topol - Martinské lípy v Jindřichovicích - Maškovická lípa - Maškovický tis - Matoušův jilm - Mikulovská alej - Milečská lípa - Mirošovský topol - Mladějovická lípa | - Mladická lípa - Mlynářova lípa - Modřín v Jubilejním hájku - Mořinské lípy - Modřín v Horní Oboře - Modřínová alej u Šindelové - Modříny u Favoritu - Mostní lípa - Mostovský dub - Moštěnský jinan - Muckovská alej - Munzarův buk - Muk „Na kocourku“ |

## N
| - Nástupce krále - Nechanická borovice - Nemanické duby | - Neustupovská lípa - Nučická lípa - Nuzarovská lípa |

## O
| - Obecní dřín - Oldřichův dub v Peruci - Ondrášův buk - Opatovická borovice | - Opatovická lípa - Ořešák v Kvasicích - Oselecká lípa - Osvračínský jinan |

## P

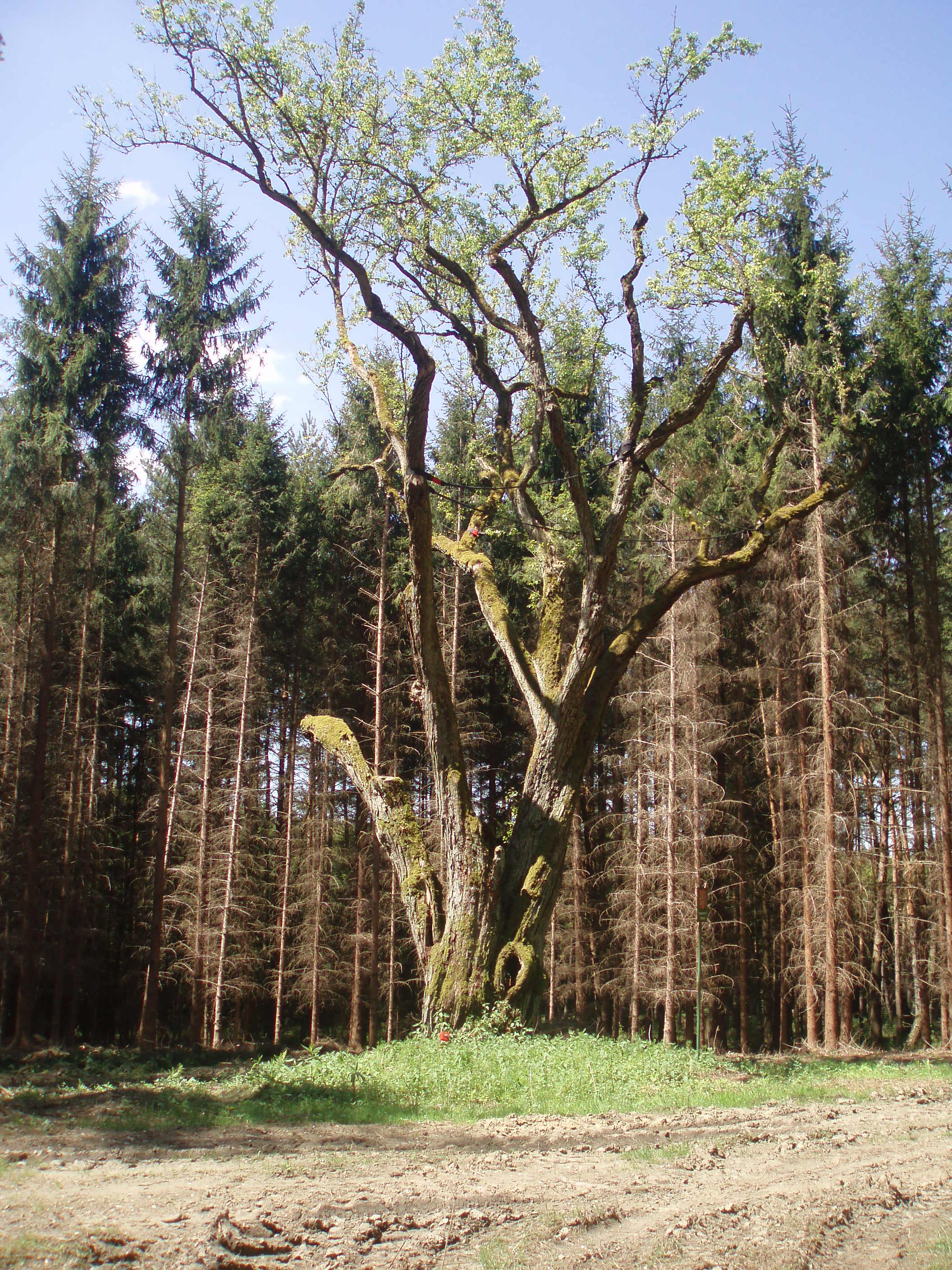
Pastýřova hruška

| - Panouškův javor - Pardubický topol - Pasecká lípa - Pastýřova hruška - Pastýřský buk - Pernštejnský tis - Peškův dub - Petrohradský dub - Pivoňské lípy I. - Pivoňské lípy II. - Platan v Běstvině - Platan ve Skalici - Platanová alej v Luži | - Plískovské duby - Ploskovská kaštanka - Podhůřská lípa - Poleňská lípa - Polžický modřín - Popovický dub - Popovská bříza - Popovský jasan - Praskoleská lípa - Prostibořská lípa |

## R
| - Radimova lípa - Rájovská trojice - Raškův buk - Rodvínovský dub | - Rokycanský jinan - Rozdělovské lípy - Rožský dub |

## Ř
| - Řepešínská lípa |

## S

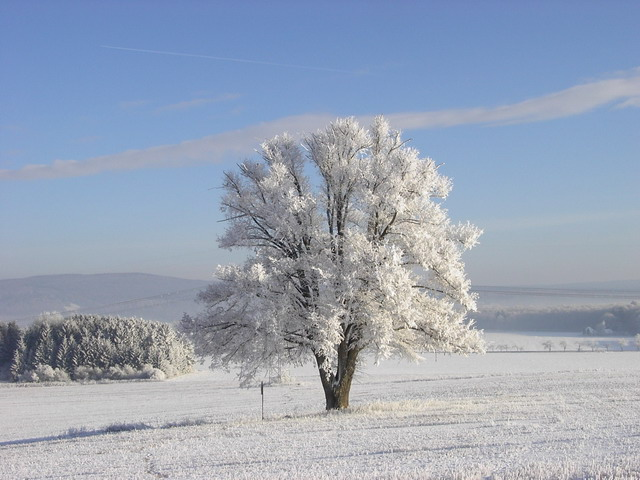
Sedlákova lípa

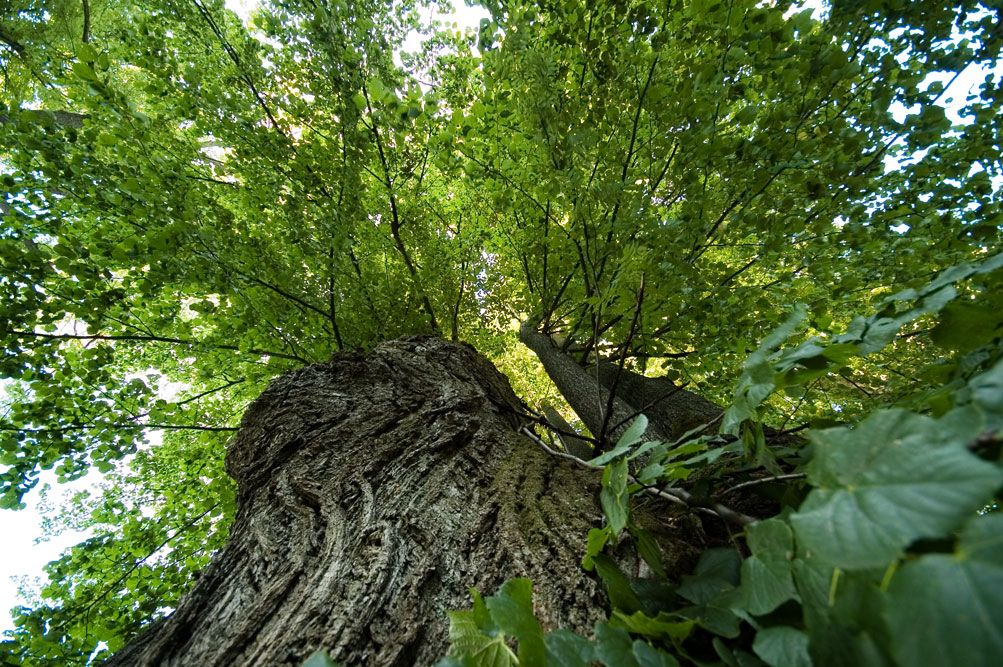
Lípa v Hojsově Stráži

| - Sadový platan - Sedlákova lípa - Sekvojovec v Chabaních - Selský dub - Semtinská lípa - Sezemínská lípa - Sikova lípa - Skupina dubů ve Sloním údolí - Skviřínský dub - Slavická lípa - Smrk - Troják v Lánech - Smrk J. E. Chadta v Lysické oboře - Smrk na Suchém Kameni - Smrk nad kanálem - Smrk pod Bukovou strání - Smrk pod Hartenberkem - Smrk pod Sklářským vrchem - Smrk u kříže za Favoritem - Smrk u zámečku - Smrk u Žďáru | - Smrk v údolí Kozolupského potoka - Spálavská lípa - Starodvorské duby - Starosedlišťské lípy - Stifterův buk - Stromořadí na Šibenici - Stromy pod čističkou (Hojsova Stráž) - Stromy u kostela v Hojsově Stráži - Střezivojice - Stříbrný javor u Komorní Hůrky - Stříbrný javor v Husových sadech - Střížova lípa - Sudslavická lípa - Svatohorský dub - Svatováclavský dub (Stochov) - Svatováclavský dub (Svatá hora) - Svatovítská lípa - Svídnická borovice - Svojšínská lípa - Šenbauerův dub |

## Š
| - Špetlův buk - Šrůtkova lípa | - Štikovská lípa - Švehlova lípa (Černošice) |

## T

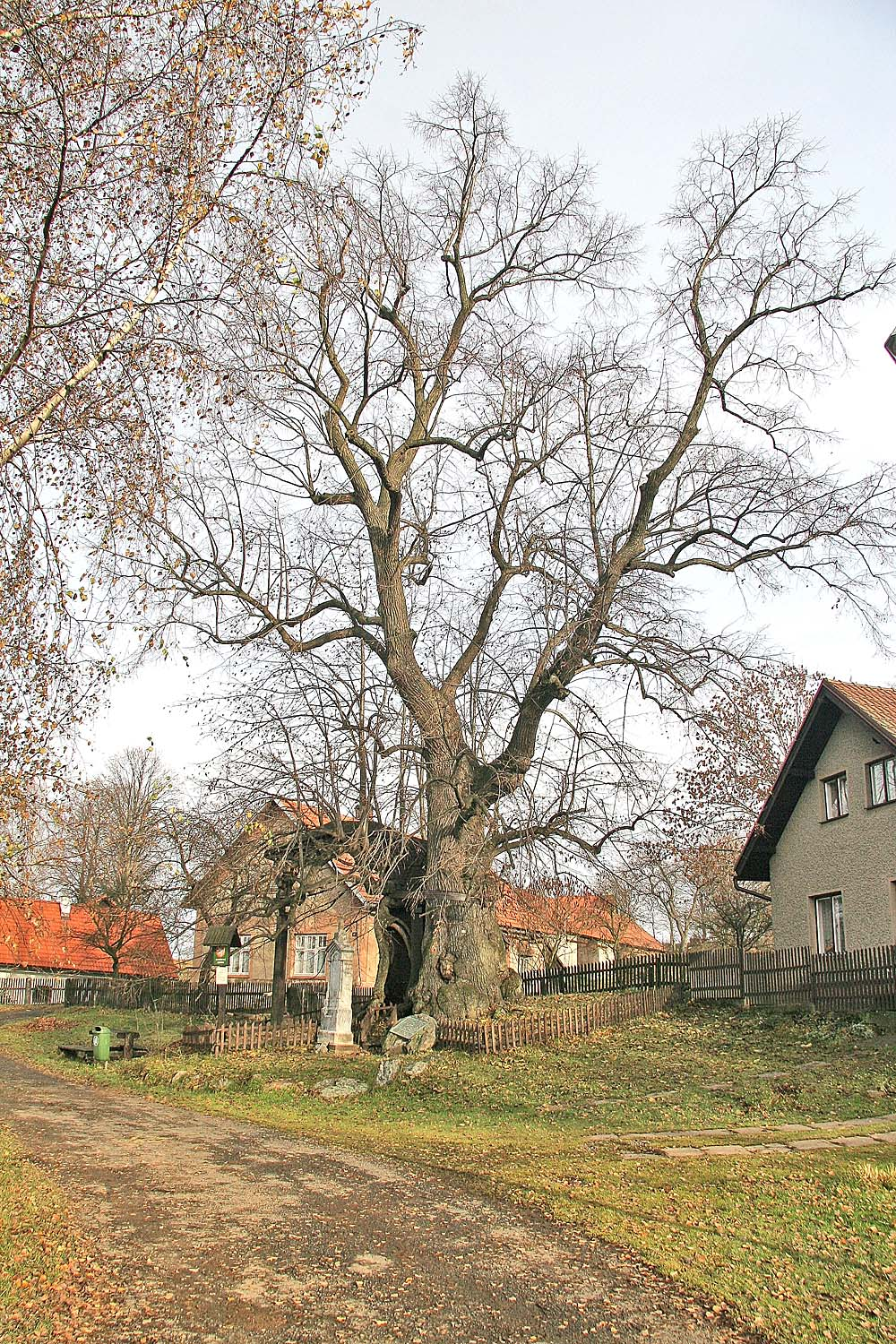
Tisíciletá lípa v Klokočově

| - Tajanovská borovice - Tatrovická lípa - Tchořovická lípa - Tis u Českých bratří - Tis u Macochy - Tis u Pernštejna - Tis v Chudenicích - Tis v Novém Městě nad Metují - Tisíciletá lípa - Tisíciletá lípa (Běleň) - Tisíciletá lípa (Bzenec) - Tisíciletá lípa (Grabštejn) - Tisíciletá lípa (Kamenice nad Lipou) - Tisíciletá lípa (Klokočov) - Tisíciletá lípa (Kotel) - Tisíciletá lípa (Mladějovice) - Tisíciletá lípa (Tatobity) | - Tisíciletá lípa (Stará Lysá) - Tisíciletá lípa (Vendolí) - Tisíciletý dub (Bílá hora) - Tisíciletý dub (Osek) - Tisovec v Dolní Lukavici - Tisovský javor - Tisy v Krompachu - Tlustý dub - Tománkova lípa - Topol bílý v Lochotínské ulici - Topol u Malovarského rybníka - Topol v Lažanech - Topol v zatáčce - Trhanovská alej - Troskovické lípy - Tři bratři - Tři buky v Kopřivnici - Týnecká lípa |

## U
| - U čtyřech lip |

## V

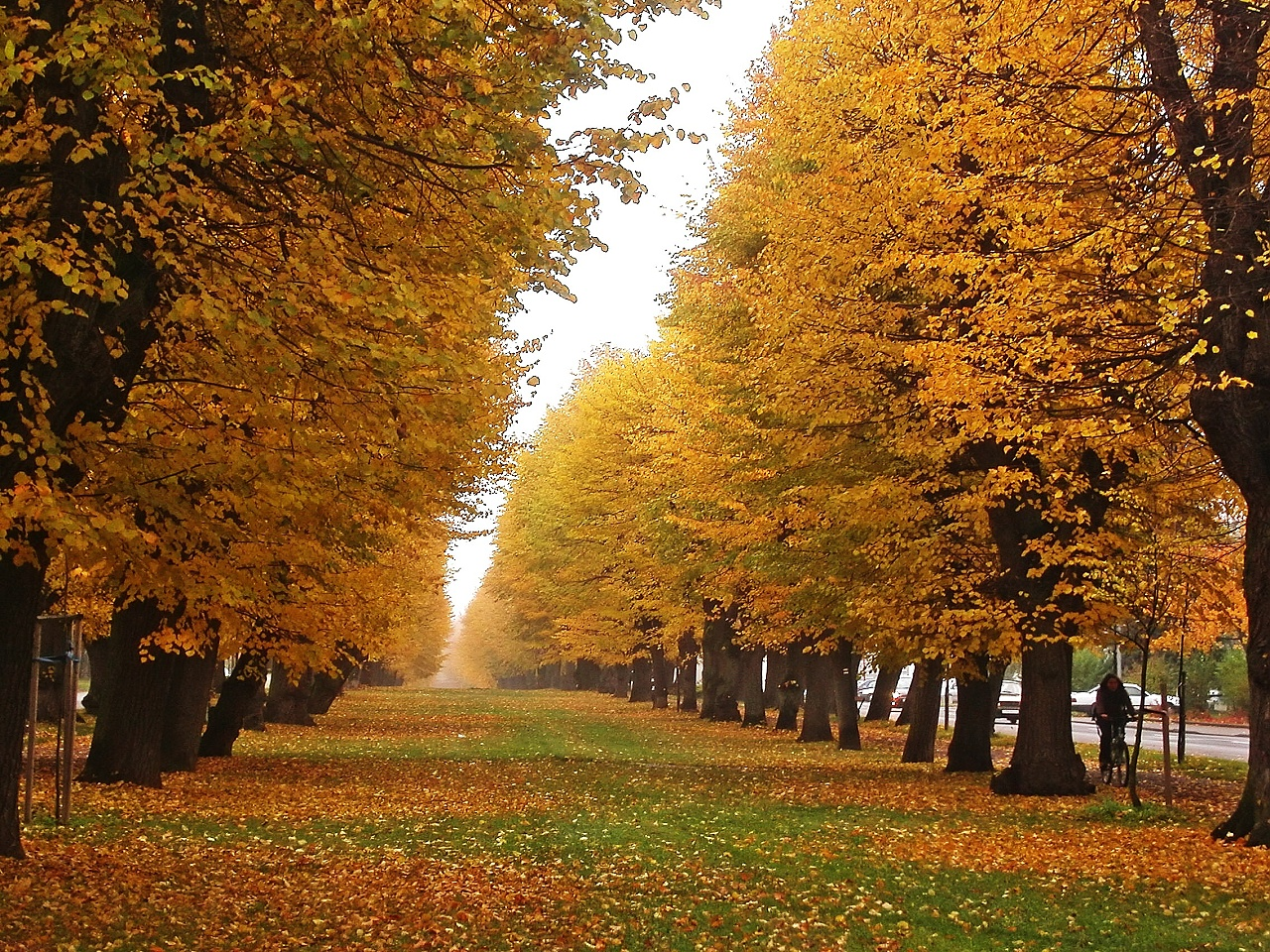
Valdštejnova alej

| - Valečovská lípa - Valdštejnova alej - Vavřenova lípa - Vavřinecké lípy - Vejdova lípa - Velechvínský dub - Veliký buk - Velvarský topol - Velký javor - Vendolská lípa - Věstoňovický javor | - Vidlicový smrk - Vilémovický tis - Vitmanovské duby - Vladislavova lípa - Vlastin dub - Vlásenická lípa - Vojnarova lípa - Vojtěchův dub - Vranovské jasany - Vrapický dub - Vrčeňská lípa - Výprachtická lípa |

## Z

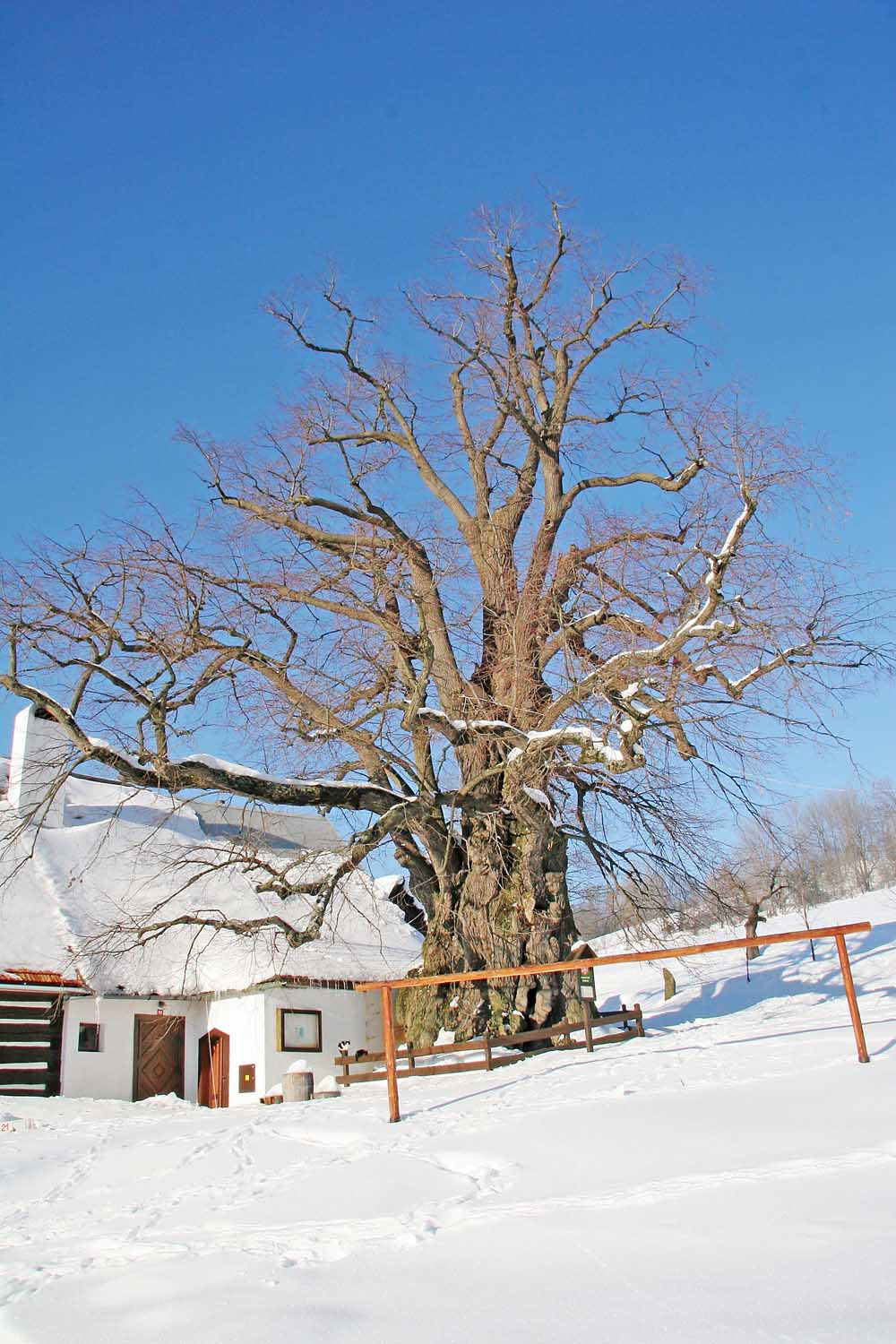
Zpívající lípa v Telecí

| - Zajícův dub - Zámecká lípa (Boskovice) - Zámecká lípa v Chudenicích - Zámecký buk - Zámecký dub v Chlumku - Zámecký park Jemčina | - Zelenohorská hruška - Zhůřský křemelák - Zlatá lípa - Zpívající lípa |

## Ž
| - Žeberská lípa - Žižická lípa - Želivský dub - Žižkova hrušeň (Otěvěk) - Žižkova hrušeň (Rabí) - Žižkova lípa - Žižkova lípa (Boskovice) - Žižkova lípa (Kopřivnice) - Žižkova lípa (Krčín) - Žižkova lípa (Malonice) - Žižkova lípa (Nejepín) - Žižkova lípa (Ostaš) - Žižkova lípa (Sudslavice) - Žižkova lípa (Tatobity) - Žižkova lípa (Velké Petrovice) - Žižkovy duby (Chotěboř) - Žižkovy lípy (Sobčice) - Žižkův buk (Dobrá Voda) | - Žižkův buk (Libáň) - Žižkův dub - Žižkův dub (Borohrádek) - Žižkův dub (Dobrá Voda) - Žižkův dub (Hrutov) - Žižkův dub (Chotěboř) - Žižkův dub (Konopiště) - Žižkův dub (Lomany) - Žižkův dub (Lomnice) - Žižkův dub (Myšlín) - Žižkův dub (Náměšť nad Oslavou) - Žižkův dub (Osek) - Žižkův dub (Trocnov) - Žižkův dub (Třemošnice) - Žižkův dub (Újezd nade Mží) - Žižkův dub (Želiv) |